# Alla Šepeleva
Alla Šepeleva (in russo Алла Шепелева?; 24 novembre 1940) è un'ex schermitrice sovietica, vincitrice di una medaglia d'oro ai campionati mondiali di scherma del 1963.